# Serge Poliakoff
Serge Poliakoff – en ruso: Серге́й Гео́ргиевич Поляко́в – (Moscú, 8 de enero de 1900 - París, 12 de octubre de 1969), ceramista, pintor abstracto ruso nacionalizado francés.
Debido a la posición acomodada de su familia, alternó con la aristocracia rusa en casa de una de sus hermanas en San Petersburgo y frecuentó también los salones literarios que se celebraban en casa de otra de sus hermanas. Desde muy temprana edad conoció la literatura, el canto y la música. La revolución de 1917 obligó a Poliakoff a abandonar Rusia. Acompañó a su tía, una famosa cantante, por toda Europa, tocando la guitarra para ganarse la vida.
En 1923, se quedó en París, y en 1929, comenzó a pintar. Todos los cuadros de esa etapa de su vida están hoy desaparecidos. Desde 1935 hasta 1937, permaneció en Londres donde siguió los cursos de la Slade School of Art, donde conoció los sarcófagos egipcios, que le impresionaron hondamente.
Después de casarse con Marcelle Perreur, volvió a París, donde alternó con artistas que influyeron en su obra posterior. Conoció a Kandinsky, también mantuvo contacto con Robert y Sonia Delaunay y con Otto Freundlich.
En 1945, expuso sus pinturas abstractas realizadas entre 1942-1945. En 1946, tomó parte en el Salón de Mayo y en el Salón de los Independientes. Hacía 1952 abandonó su trabajo como músico en un cabaret gracias a un contrato con la galería Bing.
Sus exposiciones se suceden en museos extranjeros y en exposiciones internacionales a partir de 1958. En 1962, se le dedicó toda una sala en la Bienal de Venecia. En 1970, un año después de su muerte el Museo Nacional de Arte Moderno de París organizó una importante exposición retrospectiva de su obra.
- Datos: Q384860
- Multimedia: Serge Poliakoff / Q384860